# Flecha Flamenca
La Flecha Flamenca (en holandés Vlaamse Pijl) es una carrera ciclista belga. Creada en 1968, forma parte del UCI Europe Tour desde 2005, en categoría 1.2. La salida y la llegada de la prueba es en Harelbeke. Su última edición fue en 2012 que fue ganada por Frédéric Amorison.
De 2013 a 2015, la prueba consistió en la primera etapa de A través de Flandes Occidental. La carrera se relanzó en 2018 como una prueba reservada para corredores élite sin contrato.

## Palmarés
En amarillo: edición amateur.
| Año       | Ganador                                                            | Segundo               | Tercero              |
| --------- | ------------------------------------------------------------------ | --------------------- | -------------------- |
| 1968      | Julien Vermote                                                     | Cees Priem            | Roland Decouter      |
| 1969      | Erik Vermeeren                                                     | Julien Vermote        | Luc Demets           |
| 1970      | Julien Vermote                                                     | Hervé Vermeeren       | Luc d'Hondt          |
| 1971      | José Vanackere                                                     | Debrouwere            | W. Jonckheer         |
| 1972      | Luc Demets                                                         | Rob Kroep             | Lieven Malfait       |
| 1973      | Wim de Waal                                                        | Johnny Verbeke        | Gerrie Knetemann     |
| 1974      | Daniel d'Hooghe                                                    | Luc Demets            | Luc de Schrooder     |
| 1975      | Emiel Vergote                                                      | Peter Gödde           | Toine van de Bunder  |
| 1976      | Peter Gödde                                                        | Luc de Keyser         | Filip Schotte        |
| 1977      | Johnny Denul                                                       | Rudy Bruneel          | Eddy Furnière        |
| 1978      | Eddy Planckaert                                                    | Walter Schoonjans     | Patrick Devos        |
| 1979      | Eddy Planckaert                                                    | Patrick Versluys      | Dirk Demol           |
| 1980      | Mario van Vlimmeren                                                | Patrick Versluys      | Dirk Demol           |
| 1981      | René De Brucker                                                    | Paul Haghedooren      | Rudy de Clerck       |
| 1982      | Rudy de Clerck                                                     | Henk Havik            | Rudy Roels           |
| 1983      | Luc Meersman                                                       | Danny Lippens         | Ghislain Prinsier    |
| 1984      | Ronny Westelinck                                                   | Jack van der Horst    | Peter Hoondert       |
| 1985      | Patrick Hendrickx                                                  | Luc van de Vel        | Stephan van Leeuwe   |
| 1986      | Guy Rooms                                                          | Luc Caluwaerts        | Filip van Walle      |
| 1987      | Adrie Kools                                                        | Patrick Tolhoek       | Franky Verhoye       |
| 1988      | Patrick Hendrickx                                                  | Peter Naessens        | Pierre van Est       |
| 1989      | Eric de Clercq                                                     | Serge Baguet          | Jacques Bostoen      |
| 1990      | Hans de Clercq                                                     | Peter Farazijn        | Serge Baguet         |
| 1991      | Pascal de Smul                                                     | Chris Peers           | Hans de Clercq       |
| 1992      | Gino Bos                                                           | Marcel Gerritsen      | Wim Feys             |
| 1993      | Andy de Smet                                                       | Carlos van Eeckhoutte | Kurt van Lancker     |
| 1994      | Giovanni Cornette                                                  | Stefaan Vermeersch    | Cedric van Lommel    |
| 1995      | Patrick Roelandt                                                   | Patrick Chevalier     | Wilfried Geijs       |
| 1996      | Fabien de Waele                                                    | Davy Dubbeldam        | Danny van Looy       |
| 1997      | Karsten Kroon                                                      | Kristof Trouvé        | Johan Bruinsma       |
| 1998      | Geoffrey Demeyere                                                  | Stijn Devolder        | Jurgen Guns          |
| 1999      | Luc de Duytsche                                                    | Geoffrey Demeyere     | Steven Tack          |
| 2000      | Tim Meeusen                                                        | Christophe Waelkens   | Nico Indekeu         |
| 2001      | Stijn Devolder                                                     | Stefaan Vermeersch    | Roy Sentjens         |
| 2002      | Bart Dockx                                                         | Wouter Demeulemeester | Steven Caethoven     |
| 2003      | Jurgen Vermeersch                                                  | Hans De Meester       | Thomas Dekker        |
| 2004      | Jurgen Vermeersch                                                  | Koen Das              | Pieter Duyck         |
| 2005      | Suspendida por malas condiciones meteorológicas                    |                       |                      |
| 2006      | Evert Verbist                                                      | Jean-Claude Lebeau    | Kevin Neirynck       |
| 2007      | Jelle Vanendert                                                    | Tom Stubbe            | Oļegs Meļehs         |
| 2008      | Bram Schmitz                                                       | Dennis van Winden     | Pieter Vanspeybrouck |
| 2009      | Jan Ghyselinck                                                     | Bram Schmitz          | Bert Scheirlinckx    |
| 2010      | Clinton Avery                                                      | Jens Debusschere      | Baptiste Planckaert  |
| 2011      | Frédéric Amorison                                                  | Pieter Serry          | Sean De Bie          |
| 2012      | Frédéric Amorison                                                  | Steven Caethoven      | Boris Dron           |
| 2013-2015 | La prueba fue la primera etapa de "A través de Flandes Occidental" |                       |                      |
| 2016-2017 | ediciones no realizadas                                            |                       |                      |
| 2018      | Bjorn De Decker                                                    | Maxime De Poorter     | Kobe Goossens        |

## Palmarés por países
| País          | Victorias |
| ------------- | --------- |
| Bélgica       | 36        |
| Países Bajos  | 7         |
| Nueva Zelanda | 1         |